# Wuhan World Trade Center
El Wuhan World Trade Center es un rascacielos propuesto en Wuhan, China. Tiene una altura de 438 m y 86 plantas de hotel, apartamentos privados y oficinas. Cuando finalice su construcción se convertirá en segundo rascacielos más alto de Wuhan, tras el Wuhan Greenland Center de 476 m de altura y 97 plantas.